# Liga de Nueva Zelanda de waterpolo femenino
La Liga de Nueva Zelanda de waterpolo femenino es la competición más importante de waterpolo femenino entre clubes de Nueva Zelanda.

## Historial
Estos son los ganadores de liga en los 38 años de 1972 a 2010:
- 2010: Marist
- 2009: North Harbour
- 2008: Marist
- 2007: Marist
- 2006: Marist
- 2005: Marist
- 2004: Marist
- 2003: Maranui
- 2002: North Harbour
- 2001: Harbour City
- 2000: Harbour City
- 1999: Marist
- 1998: Marist
- 1997: Maranui
- 1996: Maranui
- 1994: Jellie Park
- 1993: Waitakere
- 1992: Glenfield
- 1991: Glenfield
- 1990: Sockburn
- 1989: Sockburn
- 1988: Maranui
- 1987: New Brighton
- 1986: Glenfield
- 1985: New Brighton
- 1984: Maranui
- 1983: Maranui
- 1982: Maranui
- 1981: Pegasus
- 1980: Pegasus
- 1979: Pegasus
- 1978: Newmarket
- 1977: Avondale
- 1976: Avondale
- 1975: Avondale
- 1974: University
- 1973: Avondale
- 1972: Auckland